# Roflumilast
Il roflumilast (nome commerciale Daxas ®) è un farmaco inibitore selettivo a lunga durata d'azione della fosfodiesterasi 4, impiegato principalmente nella terapia di mantenimento della BPCO grave associata a bronchite cronica.

Possiede precipue caratteristiche anti infiammatorie, anti secretive e regolative della clearance mucociliare.

## Farmacocinetica
Il roflumilast, sotto forma di compresse, viene rapidamente assorbito nel tratto gastrointestinale sia a stomaco pieno che a stomaco vuoto.
 Una volta nel torrente ematico, viene metabolizzato nel fegato ad opera degli enzimi CYP3A4 e CYP1A2 in roflumilas N-ossido, composto avente proprietà inibitorie nei confronti della fosfodiesterasi 4 analoghe al roflumilast.

Farmaci metabolizzati dal CYP3A4 come la rifampicina ed alcuni azoli e del CYP1A2 come la fluvoxamina, aumentano i livelli plasmatici di roflumilast con conseguente aumento in frequenza degli eventi avversi. 
Il roflumilast non ha finora mostrato interazioni con altri farmaci usati nel trattamento della BPCO.

## Farmacodinamica
Il roflumilast blocca competitivamente l'azione degradatrice sul cAMP operata dalla fosfodiesterasi 4, enzima espresso nelle cellule immunitarie e nel sistema nervoso centrale. Tale inibizione è responsabile sia dell'effetto anti infiammatorio che degli specifici effetti avversi.

## Effetti avversi
Si distinguono effetti avversi comuni, non comuni e rari:
Comuni (>1/100, <1/10)
- Diarrea
- Dimagrimento
- Nausea
- Cefalea
- Insonnia
- Anoressia
- Dolore addominale

Non comuni (>1/1.000,<1/100)
- Reazioni da ipersensibilità
- Ansietà
- Tremore
- Vertigini
- Capogiri
- Palpitazioni
- Gastrite
- Reflusso gastroesofageo
- Dispepsia
- Spasmi muscolari
- Mialgie diffuse
- Lombalgia
- Astenia

Non comuni (>1/10.000, <1/1.000)
- Ginecomastia
- Depressione
- Tremore
- Disgeusia
- Infezioni del tratto respiratorio
- Stipsi
- Orticaria
- Aumento degli enzimi epatici
- Aumento della CPK